# Sphodropoda quinquedens
Sphodropoda quinquedens är en bönsyrseart som beskrevs av Mac Leay 1827. Sphodropoda quinquedens ingår i släktet Sphodropoda och familjen Mantidae. Inga underarter finns listade i Catalogue of Life.